# موتورسواری تریال در ایران
موتورسواری تریال یک ورزش با سرعت کم در شاخهٔ موتورسیکلتهای تخصصی آفرود است. آنچه در این ورزش اهمیت دارد حفظ تعادل و کنترل کامل موتورسیکلت است. در مقایسه با شاخه‌های دیگر موتورسواری آفرود در موتورسواری تریال مهارت موتورسوار نقش اصلی را بازی می‌کند. در جایی که استراتژی در موتورکراس سرعت را تجویز می‌کند و موتورسوار پیوسته با فشار بر دستهٔ گاز سعی می‌کند آخرین ذرهٔ نیرو را از شکم موتور بیرون بکشد قهرمان تریال راضی و خشنود نیست زیرا که یک موتورتریال سوار از هرچه به عنوان تکنیک در خدمت موتورسوار است استفادهٔ حداکثری می‌کند.

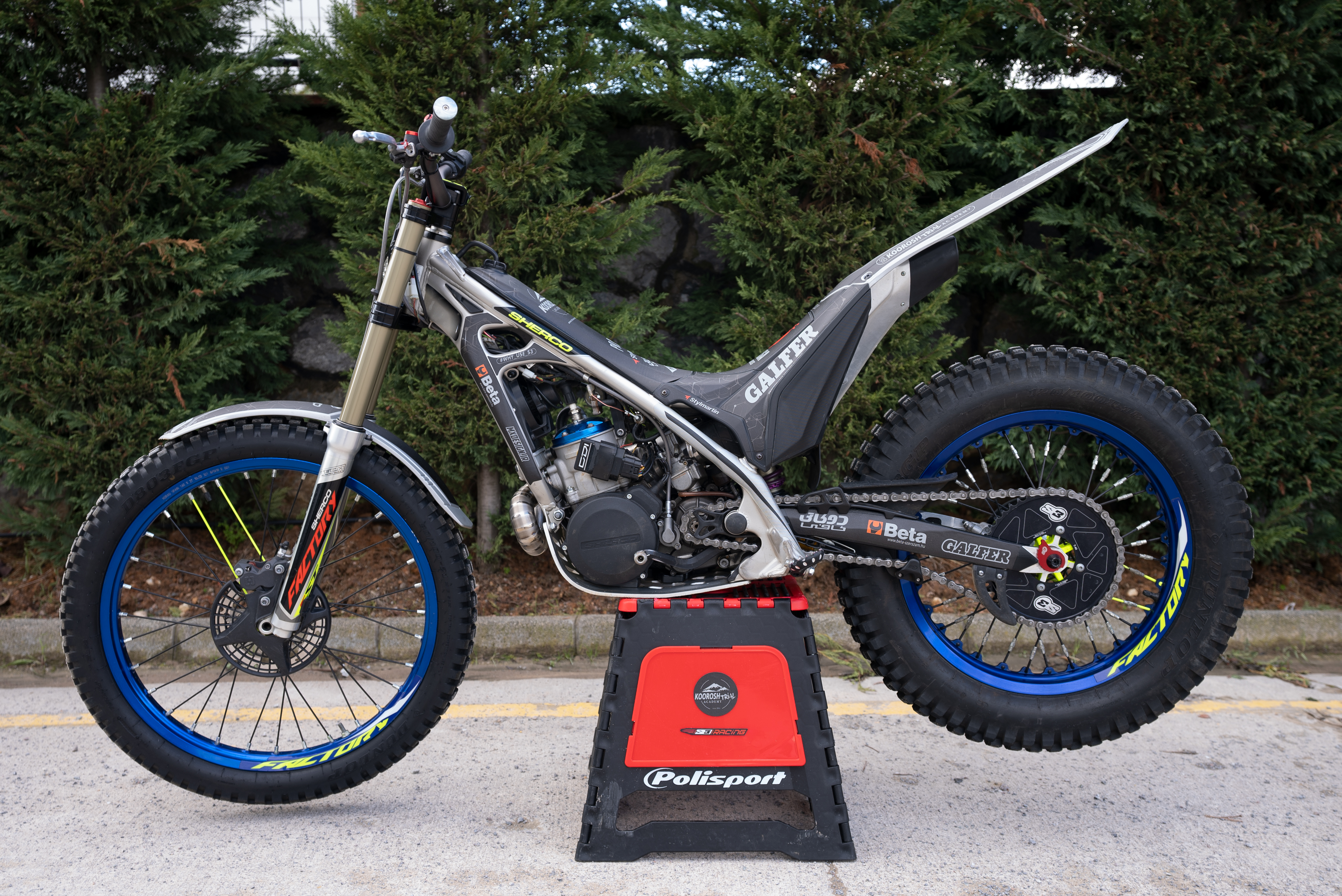
Trial motorcycle

در اینجا اگر بتوان چیزی به غیر از مهارت و تمرین را در این عملیات شگفت‌انگیز دخیل دانست بلافاصله خصوصیت تعجب آور موتورسیکلت‌های تریال به میان می‌آید و خود نمایی می‌کند. در این موتورسیکلت‌ها برای سهولت عمل اندازه‌ها تا جای ممکن کوچک در نظر گرفته شده است، برای مثال این موتورها صندلی یا زین ندارند و ارتفاع موتورسیکلت کم است یه همین شکل ارتفاع دو شاخ جلو نیز کوتاه‌تر است و جا پایی‌ها در مقایسه با موتورسیکلت‌های آفرود دیگر کمی بالاتر قرار دارند و بسیاری خصوصیت منحصر به فرد دیگر نیز وجود دارد که می‌توانید در تصویر ملاحظه بفرمایید.
موتورسواری تریال بیشتر در کشورهای بریتانیا و اسپانیا و فرانسه رایج است، اگرچه امروزه شرکت کنندگانی از سراسر جهان دارد.

## ورود موتور تریال به ایران
موتور تریال از ده ۵۰ به ایران وارد شد اما در ابتدای ورود به ایران این موتورسیکلت‌های منحصر به فرد استفادهٔ حرفه ای و مسابقاتی نداشتند. اولین موتورسیکلت‌های تریال در ایران محصول برندهای مونتسا و بولتاکو از قدیمی‌ترین تولیدکنندگان موتورسیکلت‌های تریال در جهان بودند.
موتورسواران تریال در ابتدا بیشتر در شهر تهران و بیشتر در منطقهٔ شهران و کوه پایه‌های اطراف تهران موتورسواری تفریحی می‌کردند و طی گذشت زمان این ماجراجویی به یک رشتهٔ ورزشی به همراه مسابقات مهیج تبدیل شد. اولین مسابقهٔ موتور تریال ایران در سال ۱۳۶۸ برگزار شد. در آن مسابقه آقای محمود قربانی مقام اول، اسماعیل شاه حسینی مقام دوم و حسین ایرانی پور مقام سوم را کسب کردند.
در سال ۱۳۸۳ با توجه به استقبال علاقمندان، موتور تریال به عنوان یک رشته از رشته‌های موتور سواری آفرود به فدراسیون موتورسواری و اتومبیل رانی ایران اضافه شد و آقای محمود قربانی به عنوان اولین رئیس کمیتهٔ تریال فدراسیون موتورسواری و اتومبیل رانی ایران انتخاب گردید. در اولین دورهٔ مسابقات کشوری به صورت رسمی در همان سال (۱۳۸۳) نفرات برتر رشته به ترتیب کوروش قربانی، داریوش قربانی و جلال بازلان بودند. بعد از گذشت مدتی آقای محمود قربانی در تاریخ ۱۳۸۷/۱۱/۱۴ به دلیل بی‌اهمیت شمرده شدن این رشته از سمت فدراسیون وقت استعفا دادند و برگزاری مسابقات برای مدتی نظم خود را از دست داد. از ۱۳۸۷/۱۱/۱۴ و پس از استعفای محمود قربانی برگزاری مسابقات موتور تریال تحت عنوان قهرمانی هیئت موتورسواری استان تهران ادامه پیدا کرد.
در سال ۱۳۹۵ کوروش قربانی، فرزند محمود قربانی به عنوان دومین رئیس کمیتهٔ موتور تریال فدراسیون موتورسواری و اتومبیل رانی ایران و همچنین سرپرست کمیته موتور تریال هیئت موتورسواری و اتومبیل رانی استان تهران منصوب شد. ایشون به مدت ۴ سال در سمت ریاست کمیتهٔ تریال فعالیت کردند که نتیجهٔ این تلاش‌ها برگزاری مسابقات، احداث پیست موتور تریال در مجموعه ورزشی آزادی تهران و تشکیل تیم ملی موتور تریال ایران و معرفی نفرات انتخابی برای اعزام به مسابقات جهانی بود که به دلیل کوتاهی فدراسیون موتورسواری و اتومبیلرانی ایران این اعزام انجام نشد.
مجددا در سال ۱۳۹۷ به دلیل عدم حمایت فدراسیون موتورسواری و اتومبیل رانی ایران اعزام تیم موتور تریال که قرار بود با هزینهٔ شخصی ورزشکاران انجام بشود به سرانجام نرسید.
در سال ۱۳۹۸ کوروش قربانی به دلیل مشکلات جدی با فدراسیون موتورسواری و اتومبیل رانی ایران از سمت خود استعفا داده و فعالیت‌های آموزشی و فرهنگی خود را تحت عنوان آکادمی موتورسواری کوروش ادامه داد.
در سال ۱۴۰۱ آقای مصطفی پور دهقان به عنوان ریاست جدید کمیتهٔ موتورتریال فدراسیون موتورسواری و اتومبیل رانی ایران معرفی شد.

## جدول مسابقات قهرمانی کشور در رشتهٔ موتورسواری تریال
| تاریخ      | تریال GP (بالاترین سطح)                                              | مقام در قسمت تیم                                           | تریال ۲                                                         | تریال ۳                                                      | تریال GP (بانوان) | تریال ۲ (بانوان) |
| ---------- | -------------------------------------------------------------------- | ---------------------------------------------------------- | --------------------------------------------------------------- | ------------------------------------------------------------ | ----------------- | ---------------- |
| ۱۳۸۵/۰۳/۵  | ۱)کوروش قربانی (۷-) ۲)داریوش قربانی (۱۴-) ۳)اسماعیل حاج عباسی (۱۷-)  |                                                            |                                                                 |                                                              |                   |                  |
| ۱۳۹۴/۰۳/۲۲ | ۱)کوروش قربانی (۲۶-) ۲)مرتضی بینا (۴۵-) ۳)سعید سلبمی (۵۱-)           |                                                            | ۱)سعید احمدی‌نژاد (۹-) ۲)حسین حاج عباسی (۹-) ۳)مهدی دربندی (۱۱-) |                                                              |                   |                  |
| ۱۳۹۵/۰۸/۲۱ | ۱)کوروش قربانی (۲۰-) ۲)داریوش قربانی (۳۰-) ۳)اسماعیل حاج عباسی (۵۹-) |                                                            |                                                                 |                                                              |                   |                  |
| ۱۳۹۵/۱۲/۲۰ | ۱)داریوش قربانی 1. اسماعیل حاج عباسی 2. مرتضی بینا                   |                                                            |                                                                 |                                                              |                   |                  |
| ۱۳۹۶/۱۰/۱  | ۱)کوروش قربانی (۳-) ۲)مرتضی بینا (۲۴-) ۳)داریوش قربانی (۲۶-)         | ۱)استان خوزستان (۳۵) ۲)استان تهران (۳۰) ۳)استان کرمان (۲۰) | ۱)مسعود حفاری (۰) ۲)امیر علی باقری (۹-) ۳)حبیب بینا (۱۰-)       |                                                              |                   |                  |
| ۱۳۹۶/۱۱/۰۶ | ۱)کوروش قربانی (۸-) ۲)داریوش قربانی (۳۰-) ۳)مرتضی بینا (۴۳-)         | ۱)استان خوزستان 1. استان تهران 2. استان کرمان              |                                                                 |                                                              |                   |                  |
| ۱۳۹۶/۱۲/۱۸ | ۱)کوروش قربانی (۲۲-) ۲)داریوش قربانی (۳۰-) ۳)مرتضی بینا (۳۸-)        |                                                            |                                                                 |                                                              |                   |                  |
| ۱۳۹۷/۰۴/۰۸ | ۱)کوروش قربانی (۱۰-) ۲)مرتضی بینا (۲۵-) ۳)امین‌الله یار (۳۲-)         |                                                            | ۱)مهدی سیاه نوری (۱۶-) ۲)محمد بینا (۱۸-) ۳)حمید قائمی (۲۳-)     | ۱)جمشید امینی (۱-) ۲)صادق منتظری (۳-) ۳)مجید زارعی (۴-)      |                   |                  |
| ۱۳۹۷/۰۵/۱۹ | ۱)کوروش قربانی (۱۵-) ۲)مرتضی بینا (۳۲-) ۳)سعید سلیمی (۳۹-)           |                                                            | ۱)محمد بینا (۲۵-) ۲)مهدی سیاه نوری(۲۸-) ۳)حمید قائمی (۳۰-)      | ۱)مسعود حفاری (۲۳-) ۲)کیاوش سرپولکی (۲۴-) ۳)علی نوری (۲۶-)   |                   |                  |
| ۱۳۹۷/۰۸/۱۱ | ۱)مرتضی بینا (۱۳-) ۲)داریوش قربانی (۲۳-) ۳)سعید سلیمی (۳۰-)          |                                                            | ۱)مهدی سیاه نوری (۱۴-) ۲)محمد بینا (۱۸-) ۳)حمید قائمی (۲۴-)     | ۱)کیاوش سرپولکی (۱۰-) ۲)مجید زارعی (۱۵-) ۳)مسعود حفاری (۱۸-) |                   |                  |
| ۱۳۹۷/۱۲/۱۰ | ۱)کوروش قربانی 1. مرتضی بینا 2. سعید سلیمی                           |                                                            |                                                                 | ۱)مسعود حفاری 1. امیرعلی باقری 2. حبیب بینا                  |                   |                  |
| ۱۳۹۸/۰۳/۳۱ | ۱)کوروش قربانی (۱۸-) ۲)داریوش قربانی (۴۵-) ۳)مرتضی بینا (۴۷-)        |                                                            | ۱)مهدی سیاه نوری (۱۴-) ۲)حمید قائمی (۱۸-) ۳)محمد بینا (۱۸-)     | ۱)مهدی دربندی (۳۷-) ۲)کیاوش سرپولکی (۳۹-) ۳)علی نوری (۴۰-)   |                   |                  |